# Bergstad
Een bergstad is een in of op een gebergte gelegen stad, of een mijnbouwnederzetting. Deze laatste betekenis komt in dit artikel aan de orde.
In onder andere Duitsland, Oostenrijk en een aantal andere landen in Europa is het begrip (Duits: Bergstadt) een aanduiding voor bepaalde, vooral in de periode 1500-1900 ontstane, steden, die hun oorsprong of bepaalde, van die van andere steden afwijkende, privileges aan de mijnbouw (Duits: Bergbau) te danken hebben.
Een Nederlandse vertaling door mijnstad is historisch soms onjuist, want in de 19e en 20e eeuw in onder andere de Verenigde Staten tijdens een  goudkoorts ontstane stadjes zijn wel als mijnstad te beschouwen, maar vallen niet onder het historische begrip Bergstadt.
De speciale bepalingen voor Bergstädte stoelen op rechtsregels van het Heilige Roomse Rijk, die ten dele reeds in de middeleeuwen zijn ontstaan. Veel van deze steden zijn gesticht door mensen, die met toestemming van de landheer de rechten op de winning en de opbrengsten van de delfstoffen hadden verkregen.
De afwijkende privileges omvatten vaak het volgende:
- Halvering van de accijns op bier en sterkedrank voor die inwoners, die financieel belang in de mijnbouw hadden; zij moesten de belastingbesparing wel in hun mijnen investeren
- Een aparte bestuursinstantie, die de mijnbouw regelde, onder andere de verdeling van de door uitoefening van deze bedrijfstak behaalde overwinst
- Tolvrijheid voor (niet-joodse[1]) handelaren, die levensmiddelen, gereedschappen, kleding e.d. aan de stedelingen wilden verkopen.

Na het Zweite Berggeschrey, de tweede met een goudkoorts te vergelijken mijnbouw-hausse in het Ertsgebergte, rond 1500, werden door de landheren enkele steden nieuw gesticht en direct met de privileges van een Bergstadt uitgerust. Deze zijn te herkennen aan een schaakbordachtig stratenpatroon en een groot marktplein midden in de stad.

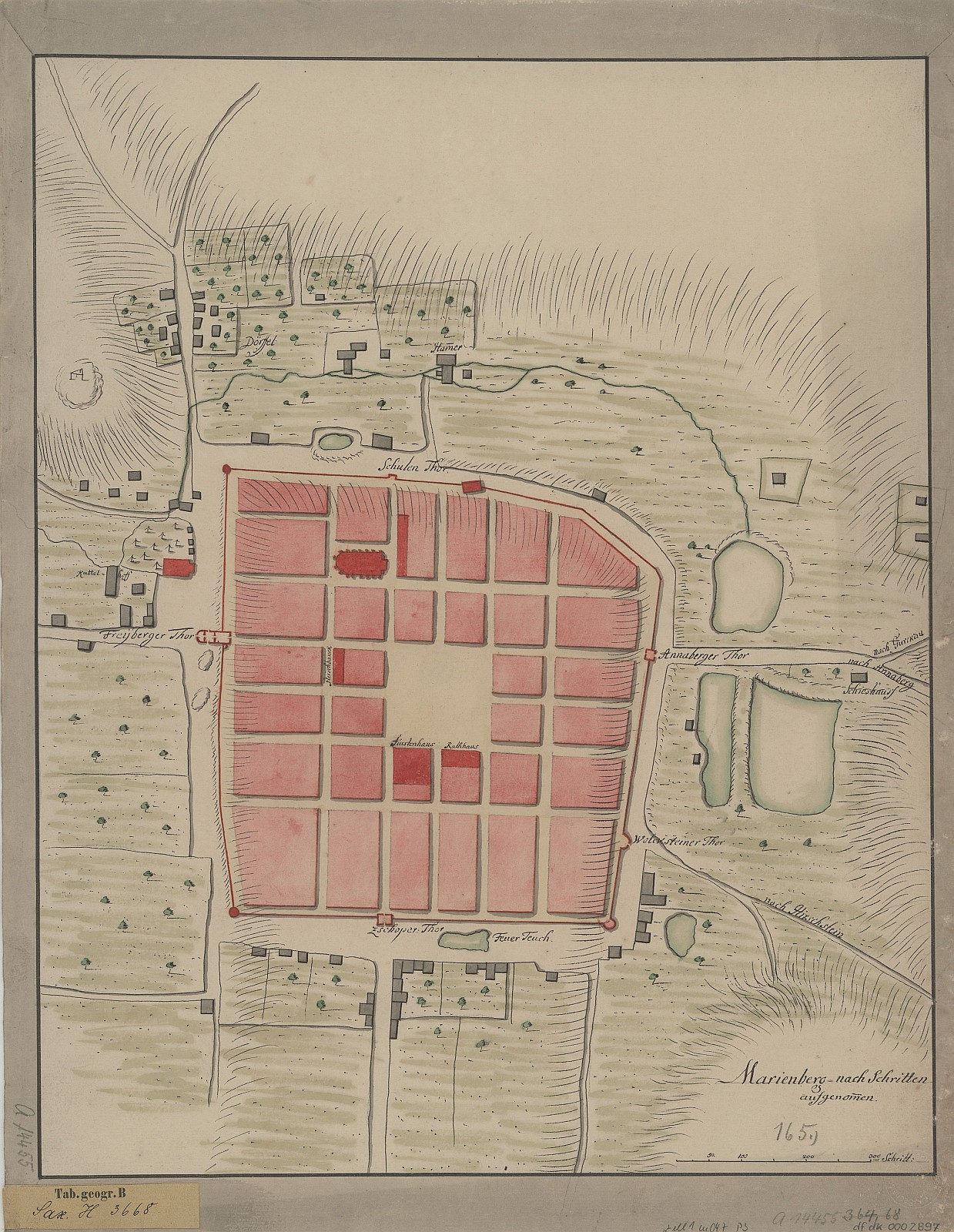
Kaart uit ca. 1730 van Marienberg, een in 1521 als Bergstadt ontworpen stad

In Duitsland zijn onder andere Freiberg (zilvererts, reeds sinds 1168), Annaberg,  Clausthal-Zellerfeld, Altenberg (Saksen) en Obernkirchen als bergstad te beschouwen. In Bohemen moet Kutná Hora (Kuttenberg) al sinds de 12e eeuw als Bergstadt worden beschouwd. Bergstädte komen ook voor in voorheen Duitse of Oostenrijkse landen, met name in Polen, Tsjechië, Slowakije, Hongarije en Roemenië.